# Adam Chicksen
Adam Thomas Chicksen (Milton Keynes, 27 settembre 1991) è un calciatore zimbabwese con cittadinanza britannica di origini cinesi, difensore del Notts County.

## Caratteristiche tecniche
È un terzino sinistro.

## Carriera

### Club
Cresciuto nel settore giovanile del MK Dons, ha esordito in prima squadra il 9 agosto 2008 in occasione dell'incontro di Football League One perso 2-0 contro il Leicester City. Negli anni seguenti ha militato sempre nel campionato inglese giocando prevalentemente in terza divisione, escluse alcune apparizioni con la maglia del Brighton in Championship.

### Nazionale
Il 21 marzo 2018 ha debuttato con la nazionale zimbabwese giocando l'amichevole persa ai rigori contro lo Zambia.

## Statistiche
Statistiche aggiornate al 16 novembre 2020.

### Cronologia presenze e reti in nazionale
| Cronologia completa delle presenze e delle reti in nazionale ― Zimbabwe | Cronologia completa delle presenze e delle reti in nazionale ― Zimbabwe | Cronologia completa delle presenze e delle reti in nazionale ― Zimbabwe | Cronologia completa delle presenze e delle reti in nazionale ― Zimbabwe | Cronologia completa delle presenze e delle reti in nazionale ― Zimbabwe | Cronologia completa delle presenze e delle reti in nazionale ― Zimbabwe | Cronologia completa delle presenze e delle reti in nazionale ― Zimbabwe | Cronologia completa delle presenze e delle reti in nazionale ― Zimbabwe |
| Data                                                                    | Città                                                                   | In casa                                                                 | Risultato                                                               | Ospiti                                                                  | Competizione                                                            | Reti                                                                    | Note                                                                    |
| ----------------------------------------------------------------------- | ----------------------------------------------------------------------- | ----------------------------------------------------------------------- | ----------------------------------------------------------------------- | ----------------------------------------------------------------------- | ----------------------------------------------------------------------- | ----------------------------------------------------------------------- | ----------------------------------------------------------------------- |
| 21-3-2018                                                               | Ndola                                                                   | Zambia                                                                  | 2 – 2 dts (5 - 4 dtr)                                                   | Zimbabwe                                                                | Amichevole                                                              | -                                                                       |                                                                         |
| 24-3-2018                                                               | Ndola                                                                   | Zimbabwe                                                                | 2 – 2 dts (2 - 4 dtr)                                                   | Angola                                                                  | Amichevole                                                              | -                                                                       |                                                                         |
| 16-11-2020                                                              | Harare                                                                  | Zimbabwe                                                                | 2 – 2                                                                   | Algeria                                                                 | Qual. Coppa d'Africa 2021                                               | -                                                                       |                                                                         |
| Totale                                                                  |                                                                         | Presenze                                                                | 3                                                                       |                                                                         | Reti                                                                    | 0                                                                       |                                                                         |